# Ісмаїл Кадаре
Ісма́їл Кадаре́ (алб. Ismail Kadare; 28 січня 1936, Гірокастра — 1 липня 2024) — албанський поет і прозаїк, есеїст.

## Життєпис і творчість
З 1960-х років є одним із найзначніших літераторів Албанії. З 1990 року мешкає здебільшого у Франції. Автор кільканадцяти романів, відомих завдяки перекладам французькою мовою, зокрема «Генерал мертвої армії» (1964), «Хто поверне Дорунтін?» (1979), «Три прогони моста» (1981), «Три скорботні пісні для Косова» (1998); вигадливо поєднує у творчості історичні, міфологічні та фантастичні мотиви.
1992 року його відзначено нагородою Prix mondial Cino Del Duca, 2005-го — Man Booker International Prize (Букерівська премія), а 2009-го — Prince of Asturias Award of Arts (Премія Принца Астурійського). Кілька разів номінований на Нобелівську премію з літератури. Його праці перекладено тридцятьма мовами.

## Переклади українською
- Ісмаїл Кадаре. Барабани дощу / Пер. з фр. Євген Марічев. — Харків: Фоліо, 2023. ISBN 978-617-551-781-9
- Ісмаїл Кадаре. Генерал мертвої армії / Пер. з фр. Євген Марічев. — Харків: Фоліо, 2023. ISBN: 978-617-551-563-1